# 卢厄-维尔德瑙
卢厄-维尔德瑙是德国巴伐利亚州的一个市镇。总面积38.65平方公里，总人口3375人，其中男性1684人，女性1691人（2011年12月31日），人口密度87人/平方公里。